# Trouée d'Arenberg
Trouée d'Arenberg eller Tranchée de Wallers-Arenberg (dansk: Arenbergskoven) er en skov i det nordlige Frankrig. Skoven er berygtet på grund af dens tilstedeværelse i forårsklassikeren Paris-Roubaix, der går over en brostensbelagt strækning. I 1968 anbefalede den franske cykelrytter Jean Stablinski denne brostensbelagte strækning i byen Wallers til arrangørerne af Paris-Roubaix, da de ledte efter nye brostensbelagte strækninger. Det virkelige navn på den brostensbelagte vej er La Drève des Boules d'Hérin, og den er 2,4 kilometer lang. Navnet på brostensstrækningen i løbet er Trouée d'Arenberg.
Trouée d'Arenberg har et frygtet omdømme i cykelfeltet. Der sker årligt styrt, som nogle gange har katastrofale konsekvenser. I 1998 styrtede Johan Museeuw og brækkede sin knæskal, og i 2001 brækkede Philippe Gaumont sit lårben på strækningen.
Kontroversen omkring Trouée d'Arenberg førte til, at denne brostensbelagte strækning blev fjernet fra Paris-Roubaix-ruten i 2005.
I 2006 genindsatte arrangørerne af Paris-Roubaix strækningen, dog i modsat retning, så rytterne skulle køre op ad bakke i stedet for ned ad. Dermed sænkes hastigheden betydeligt, og strækningen er mindre farlig. I 2007 blev skovens brostensbelagte strækning igen inkluderet i ruten i den traditionelle retning. Stenene i skoven blev "omlagt" for at forbedre de dårligste dele.